# استیون سودربرگ
استیون سودربرگ (به انگلیسی: Steven Soderbergh) (تلفظ: ‎/ˈsoʊdərbɜːrɡ/‎) (زاده ۱۴ ژانویه ۱۹۶۳ در آتلانتا ایالت جورجیا) کارگردان آمریکایی است که جایزه اسکار را برای فیلم قاچاق و جایزه نخل طلایی جشنواره فیلم کن را برای فیلم سکس، دروغ‌ها و نوار ویدئویی دریافت کرده‌است. او جوانترین برنده جایزه نخل است. وی در سال ۲۰۰۰ برای فیلم‌های ارین براکویچ و قاچاق کاندیدای همزمان بهترین کارگردانی اسکار شد که برای فیلم قاچاق توانست جایزه بهترین کارگردانی را ازآن خود کند.

## فیلم‌شناسی
| سال  | فیلم                       | توزیع‌کننده                                  |
| ---- | -------------------------- | ------------------------------------------- |
| ۱۹۸۹ | سکس، دروغ‌ها و نوار ویدئویی | میرامکس                                     |
| ۱۹۹۱ | کافکا                      | میرامکس                                     |
| ۱۹۹۳ | پادشاه تپه                 | گرامرسی پیکچرز                              |
| ۱۹۹۵ | زیر                        | گرامرسی پیکچرز                              |
| ۱۹۹۶ | اسکیزوپلیس                 | نورترن آرتز                                 |
| ۱۹۹۶ | آناتومی گری                | آی‌اف‌سی فیلمز                                |
| ۱۹۹۸ | خارج از دید                | یونیورسال پیکچرز                            |
| ۱۹۹۹ | لایمی                      | آرتیسان اینترتیمنت                          |
| ۲۰۰۰ | ارین براکویچ               | یونیورسال پیکچرز / گروه سینمایی سونی پیکچرز |
| ۲۰۰۰ | قاچاق                      | فوکس فیچرز                                  |
| ۲۰۰۱ | یازده یار اوشن             | برادران وارنر پیکچرز                        |
| ۲۰۰۲ | فول فرونتال                | میراماکس فیلمز                              |
| ۲۰۰۲ | سولاریس                    | استودیو قرن بیستم                           |
| ۲۰۰۴ | دوازده یار اوشن            | برادران وارنر پیکچرز                        |
| ۲۰۰۵ | حباب                       | مگنولیا پیکچرز                              |
| ۲۰۰۶ | آلمانی خوب                 | برادران وارنر پیکچرز                        |
| ۲۰۰۷ | سیزده یار اوشن             | برادران وارنر پیکچرز                        |
| ۲۰۰۸ | چه                         | آی‌اف‌سی فیلمز                                |
| ۲۰۰۹ | تجربه دوست دختر            | مگنولیا پیکچرز                              |
| ۲۰۰۹ | اطلاع‌رسانی!                | برادران وارنر پیکچرز                        |
| ۲۰۱۱ | شیوع                       | برادران وارنر پیکچرز                        |
| ۲۰۱۲ | بی‌استفاده                  | رلتیویتی مدیا                               |
| ۲۰۱۲ | مجیک مایک                  | برادران وارنر پیکچرز / فیلم‌نیشن اینترتینمنت |
| ۲۰۱۳ | عوارض جانبی                | اوپن رود فیلمز                              |
| ۲۰۱۷ | لوگان خوش‌شانس              | فینگرپرینت ریلیزینگ / بلیکر استریت          |
| ۲۰۱۸ | دیوانه                     | فینگرپرینت ریلیزینگ / بلیکر استریت          |
| ۲۰۱۹ | پرنده بلند پرواز           | نتفلیکس                                     |
| ۲۰۱۹ | رختشویگاه                  | نتفلیکس                                     |
| ۲۰۲۰ | بگذار همه صحبت کنند        | اچ‌بی‌او مکس                                  |
| ۲۰۲۱ | حرکت ناگهانی ممنوع         | اچ‌بی‌او مکس                                  |
| ۲۰۲۲ | کیمی                       | اچ‌بی‌او مکس                                  |
| ۲۰۲۳ | آخرین رقص جادویی مایک      | برادران وارنر                               |
| ۲۰۲۴ | حضور                       | نئون                                        |
| ۲۰۲۵ | کیف سیاه                   | فوکس فیچرز                                  |